# Conflitti armati in Africa
Questo è un elenco dei conflitti in Africa in corso: comprende guerre coloniali, guerre di indipendenza, conflitti secessionisti e separatisti, grandi episodi di violenza nazionale (rivolte, massacri, ecc.) e conflitti globali in cui l'Africa è teatro di guerra.
| Data di inizio   | Conflitto                                    | Casus belli                                                                          | Paesi/aree coinvolte                                                         |
| ---------------- | -------------------------------------------- | ------------------------------------------------------------------------------------ | ---------------------------------------------------------------------------- |
| 1991             | Guerra civile somala                         | Ribellione al Governo Somalo di Siad Barre                                           | Somalia                                                                      |
| 2002             | Operazione Enduring Freedom - Corno d'Africa |                                                                                      |                                                                              |
| 11 aprile 2002   | Insurrezione islamica nel Maghreb            | terrorismo islamista                                                                 | Algeria Burkina Faso Ciad Libia Mali Niger Tunisia Togo Benin Costa d'Avorio |
| 2003             | Conflitto del Darfur                         | Conflitto tra i Janjawid e gli abitanti non Baggara                                  | Sudan                                                                        |
| 2004             | Conflitto del Kivu                           |                                                                                      | Repubblica Democratica del Congo                                             |
| 2 luglio 2006    | conflitto Bakassi                            |                                                                                      | Nigeria Camerun                                                              |
| 26 maggio 2009   | conflitti nomadi sudanesi                    |                                                                                      | Sudan                                                                        |
| 7 gennaio 2011   | Violenza etnica in Sud Sudan                 |                                                                                      | Sud Sudan                                                                    |
| 19 maggio 2011   | Conflitto Sudan-SRF                          |                                                                                      |                                                                              |
| 16 gennaio 2012  | Guerra in Mali                               | Dichiarazione d'indipendenza dell'Azawad                                             | Mali                                                                         |
| Marzo 2014       | Insurrezione di Boko Haram                   | Rivolta contro il governo nigeriano e violenza interreligiosa in Nigeria             | Nigeria                                                                      |
| 16 maggio 2014   | Seconda guerra civile in Libia               |                                                                                      | Libia                                                                        |
| 9 settembre 2017 | Crisi anglofona in Camerun                   | Insurrezione dei gruppi separatisti del Camerun anglofono contro lo Stato camerunese | Camerun                                                                      |
| 4 novembre 2020  | Guerra del Tigrè                             | Presunti attacchi del FLPT contro caserme al Nord del paese                          | Etiopia                                                                      |